# Vera Heller
Vera Heller, es una activista austríaca, residente uruguaya.  
Ha trabajado por el crecimiento de la música en Uruguay por décadas.

## Biografía
Nació en Viena de madre nacida en Reval, Estonia y padre nacido en Viena, Austria. Cuando tenía 4 años la familia se trasladó de Inglaterra a Buenos Aires, Argentina. Posteriormente a los 14 años se traslada a Uruguay y culmina sus estudios en el Instituto Crandon.
Tuvo varias distinciones, fue presidenta de honor del Centro Cultural de Música de Uruguay. En 2017 obtuvo el Premio Candelabro de Oro un galardón otorgado anualmente por la filial uruguaya de B'nai B'rith.
En 2013, Heller fue galardonado con el Premio Estrella del Sur.

## Premios
- 2000, orden al Mérito de la República Federal de Alemania, firmado por el presidente Johannes Rau.
- 2005, Cavalliere del Ordine al Mérito della Repúbblica Italiana, firmado por el presidente Carlo Ciampi y el primer ministro Silvio Berlusconi.
- 2013, Premio Estrella del Sur.[1]
- 2020, MBE, miembro del Imperio británico, otorgado por la reina Isabel II.
- 2017, Premio Candelabro de Oro